# Municipio de Resort
El municipio de Resort (en inglés: Resort Township) es un municipio ubicado en el condado de Emmet en el estado estadounidense de Míchigan. En el año 2010 tenía una población de 2697 habitantes y una densidad poblacional de 48,22 personas por km².

## Geografía
El municipio de Resort se encuentra ubicado en las coordenadas 45°19′47″N 85°1′5″O / 45.32972, -85.01806. Según la Oficina del Censo de los Estados Unidos, el municipio tiene una superficie total de 55.93 km², de la cual 49,55 km² corresponden a tierra firme y (11,41 %) 6,38 km² es agua.

## Demografía
Según el censo de 2010, había 2697 personas residiendo en el municipio de Resort. La densidad de población era de 48,22 hab./km². De los 2697 habitantes, el municipio de Resort estaba compuesto por el 93,99 % blancos, el 0,41 % eran afroamericanos, el 2,11 % eran amerindios, el 1,59 % eran asiáticos, el 0,11 % eran de otras razas y el 1,78 % eran de una mezcla de razas. Del total de la población el 1 % eran hispanos o latinos de cualquier raza.